# Ocellularia inturgescens
Ocellularia inturgescens är en lavart som först beskrevs av Johannes Müller Argoviensis och som fick sitt nu gällande namn av Armin Mangold. 
Ocellularia inturgescens ingår i släktet Ocellularia och familjen Graphidaceae. Inga underarter finns listade i Catalogue of Life.